# Paolo Maffei (umanista)

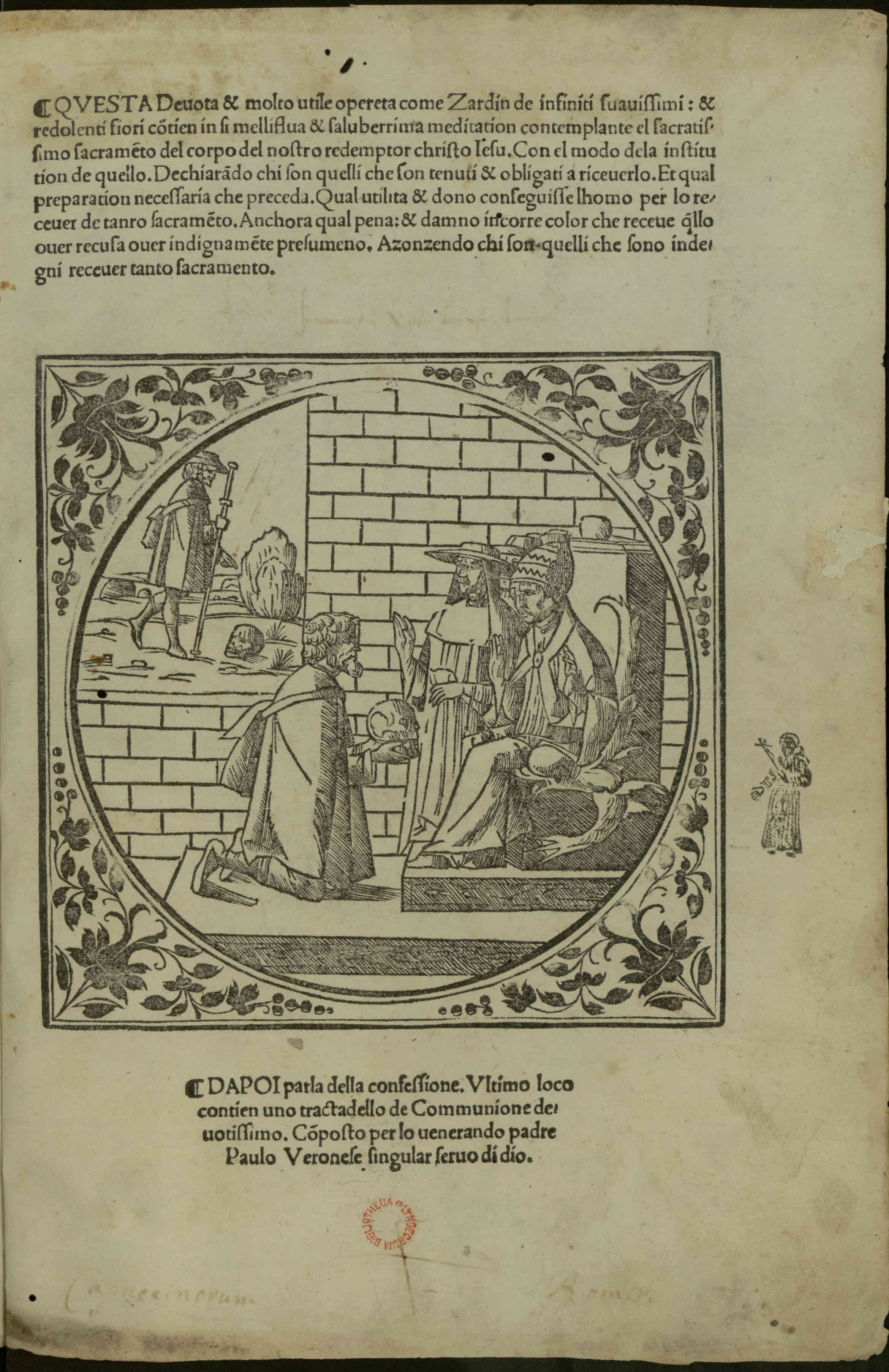
Meditazione contemplante il sacramento del corpo di Gesù Cristo, 1500

Paolo Maffei (Verona, 1380 – 1452) è stato un religioso e umanista italiano. Fu canonico regolare lateranense e poi generale.

## Opere
- Meditazione contemplante il sacramento del corpo di Gesù Cristo, Venezia, Antonio Zanchi, 1498.
- Meditazione contemplante il sacramento del corpo di Gesù Cristo, Venezia, Pietro da Pavia, 1500.